# Gaiwei
Gaiwei (kinesiska: 盖尾) är en köping i sydöstra Kina. Den ligger i Xianyou härad i staden Putian i provinsen Fujian, omkring 95 kilometer sydväst om provinshuvudstaden Fuzhou. Antalet invånare är 71 460. Befolkningen består av 36 277 kvinnor och 35 183 män. Barn under 15 år utgör 20,0 %, vuxna 15-64 år 70 %, och äldre över 65 år 8,0 %.